# Elmenteita
Elmenteita je slano jezero velike koncentracije soli (uglavnom natrijev klorid) u Velikoj rasjednoj dolini, u vulkanskom području odmah južno od ekvatora, oko 120 km sjeverozapadno od Nairobija u Keniji. Naziv mu potječe od Masai riječi muteita, što znači "prašnjavo mjesto", što okolica jezera i je, osobito od siječnja do svibnja.
Jezero je najpoznatije po mnoštvu algi koje privlače milijune plamenaca, ali i veliki broj drugih životinja, zbog čega ga je zaštitila Ramsarska konvencija 2005. godine. Sustav kenijskih slanih jezera, kojemu pripada i Elmenteita, jedno je od mjesta u kojemu živi najveća raznolikost ptica na svijetu (preko 400 vrsta).  God. 2011. je, zajedno s drugim kenijskim jezerima Velike rasjedne doline (Nakuru i Bogoria), upisano na UNESCO-ov popis mjesta svjetske baštine u Africi kao "sustav povezanih plitkih jezera jedinstvene ljepote koja su dom za 13 jako ugroženih vrsta ptica i najvažnije mesto ispaše malih plamenaca, ali i glavno gnijezdilište velikih pelikana na svijetu".

## Prirodne odlike
Jezero Elmenteita se nalazi na 1670 m nadmorske visine i ima površinu od oko 18 km². Većinom je jako plitko (< 1 m dubine) i okruženo je blatištima tijekom sezona suša. Davno, u vrijeme pleistocena i ranog holocena, jezero Elmenteita je s jezerom Nakuru tvorilo jedno veliko i manje slano jezero. O tomu svjedoče mnogi nalazi u sedimentima između ova dva jezera.
Na jugu jezera nalazi se termalni izvor Kekopey, koje je jako popularno kupalište jer Masai tvrde kako kupanje tu liječi AIDS. Na zapdnoj strani jezera, uz 2/3 njegove obale, nalazi se Soysambu konzervat, nekada jedan od prvih i najvećih rančeva u Keniji (190 km²), a danas zaštićeno područje s oko 12.000 divljih životinja.
Broj plamenaca i malih plamenaca se izrazito smanjio nakon što je u jezero dovedena riba tilapija iz jezera Magadija 1962. god. Naime, ova riba je privukla druge ptice koje se hrane ribom (kao što su batoglavka, afrički štekavac (Haliaeetus vocifer), bjeloleđi orao (Aquila verreauxii) i pjegavi vodomar (Ceryle rudis), a koje su potisnule plamence u druga kenijska jezera i jezero Natron u Tanzaniji. Nedavno se broj plamenaca na jezeru još više smanjio zbog povećananja broja ljudi uz njegove pritoke, čime se smanjio dovod vode u jezero.
Na obalama jezera pasu gazele, zebre, elandi i bradavičaste svinje.

## Vanjske poveznice
- Lake Elmenteita added to the Ramsar List (engl.) Preuzeto 1. studenog 2011.

### Ostali projekti
|  | Zajednički poslužitelj ima još gradiva o temi Jezero Elmenteita |